# Michaël Cuisance
Michaël Bruno Dominique Cuisance (nascut el 16 d'agost de 1999) és un futbolista professional francés que juga de centrecampista pel Venezia FC.

## Palmarès
Bayern de Múnic
- 1 Lliga de Campions de la UEFA: 2019-20.
- 1 Supercopa d'Europa: 2020.
- 1 Bundesliga: 2019-20.
- 1 Copa alemanya: 2019-20.